# أبقراطية ميرسية
أبقراطية ميرسية (الاسم العلمي: Hippocratea miersii) هي نوع من النباتات يتبع جنس الأبقراطية من الفصيلة الحرابية.